# 德雷尔斯多夫
德雷尔斯多夫（德語：Drelsdorf）是德国石勒苏益格－荷尔斯泰因州的一个市镇。总面积17.70平方公里，总人口1270人，其中男性643人，女性627人（2011年12月31日），人口密度72人/平方公里。